# Письмянское сельское поселение
Письмянское се́льское поселе́ние — муниципальное образование в Лениногорском районе Татарстана Российской Федерации.
Административный центр — посёлок Подлесный.

## История
Статус и границы сельского поселения установлены Законом Республики Татарстан от 31 января 2005 года № 34-ЗРТ «Об установлении границ территорий и статусе муниципального образования „Лениногорский муниципальный район“ и муниципальных образований в его составе».
Законом Республики Татарстан от 22 мая 2010 года № 25-ЗРТ, 28 мая 2010 года входивший в состав Письмянского сельского поселения посёлок Александровка был отнесён в состав Новочершилинского сельского поселения.

## Население
| 2010  | 2011  | 2012  | 2013  | 2014  | 2015  | 2016  |
| ----- | ----- | ----- | ----- | ----- | ----- | ----- |
| 1704  | ↘1696 | ↗1778 | ↗1784 | ↗1812 | ↗1818 | ↘1807 |
| 2017  | 2018  |       |       |       |       |       |
| ↘1784 | ↘1741 |       |       |       |       |       |

## Состав сельского поселения
| № | Населённый пункт | Тип населённого пункта          | Население |
| - | ---------------- | ------------------------------- | --------- |
| 1 | Верхний Каран    | посёлок                         |           |
| 2 | Воздвиженка      | посёлок                         |           |
| 3 | Восход           | деревня                         |           |
| 4 | Дурасово         | село                            |           |
| 5 | Подлесный        | посёлок, административный центр |           |
| 6 | Савочкино        | деревня                         |           |
| 7 | Старая Письмянка | село                            |           |
| 8 | Степной Зай      | посёлок                         |           |